# خروج نیروهای آمریکایی از افغانستان (۲۰۱۱–۲۰۱۶)
از سال ۲۰۱۱ تا ۲۰۱۶ نیروهای مسلح ایالات متحده آمریکا در جنگ در افغانستان عقب‌نشینی کردند. بیشتر سربازان رزمی در سال ۲۰۱۴ افغانستان را ترک کردند، و برنامه‌هایی برای حضور در بعد از سال ۲۰۱۴ ریخته شد.
بنا بر اظهارات اوباما رئیس‌جمهور آمریکا قطعات نظامی ناتو در سال ۲۰۱۴ از افغانستان خارج می‌گردد. ناتو حدود ۱۳٫۰۰۰ سرباز از جمله ۹٫۸۰۰ سرباز آمریکایی را در افغانستان به منظور مشاوره و مبارزه با تروریسم در چارچوب عملیات تعلیمات، کمک، مشورت حفظ کرده‌است. انتظار می‌رود که تا پایان سال ۲۰۱۶ این سربازان در افغانستان باقی بمانند. در طی ۱۲ سال این قطعات ۱۷۰۰۰ زخمی و حدود ۳۰۰۰ کشته بجا گذاشته‌است.